# AS Muhanga
Association Sportive Muhanga Football Club, auch einfach nur AS Muhanga oder Muhanga genannt, ist ein ruandischer Fußballverein aus Gitarama. Aktuell, Stand Juli 2025, spielt der Verein in der ersten Liga.

## Erfolge
- Ruandischer Zweitligameister: 2009/10
- Ruandischer Zweitligavizemeister: 2011/12, 2024/25

## Stadion
Seine Heimspiele trägt der Verein im Muhanga Regional Stadium in Gitarama aus. Das Stadion hat ein Fassungsvermögen von 5000 Personen.

## Saisonplatzierung
| Saison  | Liga                    | Level | Platz                            |
| ------- | ----------------------- | ----- | -------------------------------- |
| 2007/08 | Rwandan Second Division | 2     |                                  |
| 2008/09 | Rwandan Second Division | 2     |                                  |
| 2009/10 | Rwandan Second Division | 2     | 1. (Itsinda B) Gesamt 1. Platz   |
| 2010/11 | Rwanda Premier League   | 1     | 12. ▼                            |
| 2011/12 | Rwandan Second Division | 2     | 1. (Itsinda A) Gesamt 2. Platz ▲ |
| 2012/13 | Rwanda Premier League   | 1     | 11                               |
| 2013/14 | Rwanda Premier League   | 1     | 14. ▼                            |
| 2014/15 | Rwandan Second Division | 2     | 3. ▲                             |
| 2015/16 | Rwanda Premier League   | 1     | 16. ▼                            |
| 2016/17 | Rwandan Second Division | 2     | 1. (Itsinda A) Halbfinale        |
| 2017/18 | Rwandan Second Division | 2     | 2. (Poule B) Gesamt 2. Platz ▲   |
| 2018/19 | Rwanda Premier League   | 1     | 9.                               |
| 2019/20 | Rwanda Premier League   | 1     | 11.                              |
| 2020/21 | Rwanda Premier League   | 1     | 16. ▼                            |
| 2021/22 | Rwandan Second Division | 2     |                                  |
| 2022/23 | Rwandan Second Division | 2     | 3. (Gruppe A) Viertelfinale      |
| 2023/24 | Rwandan Second Division | 2     | 2. (Gruppe B) Gesamt 4. Platz    |
| 2024/25 | Rwandan Second Division | 2     | 2. ▲                             |
| 2025/26 | Rwanda Premier League   | 1     |                                  |

Quelle: rsssf.org